# 金載烈
金 載烈（英語: Kim Jae-youl、キム・ジェヨル、1968年10月14日 - ）は、大韓民国の実業家。国際スケート連盟会長。ウェズリアン大学卒業。ジョンズ・ホプキンズ大学（SAIS）修了。スタンフォード大学経営大学院（MBA）修了。ソウル特別市出身。
曽祖父は韓国の副大統領を務めた金性洙、祖父は金相万、父は金炳琯、母は安慶姫。金載昊は兄。妻は元サムスングループ会長である李健熙の次女。

## 経歴
ソウル特別市出身。ウェズリアン大学卒業。ジョンズ・ホプキンズ大学を修了（SAIS）後、スタンフォード大学経営大学院を修了（MBA）。サムスングループの第一毛織やサムスン物産などで社長を歴任した。
2011年から2016年まで韓国スケート連盟の会長を務めたほか、2018年の平昌オリンピックでは組織委員会の副会長、韓国オリンピック委員会の副会長などを歴任した。2022年より国際スケート連盟の会長に就任。同連盟において欧州以外の国から会長が出たのは初めてである。